# Waschhaus Rue des Jorets (Berville)

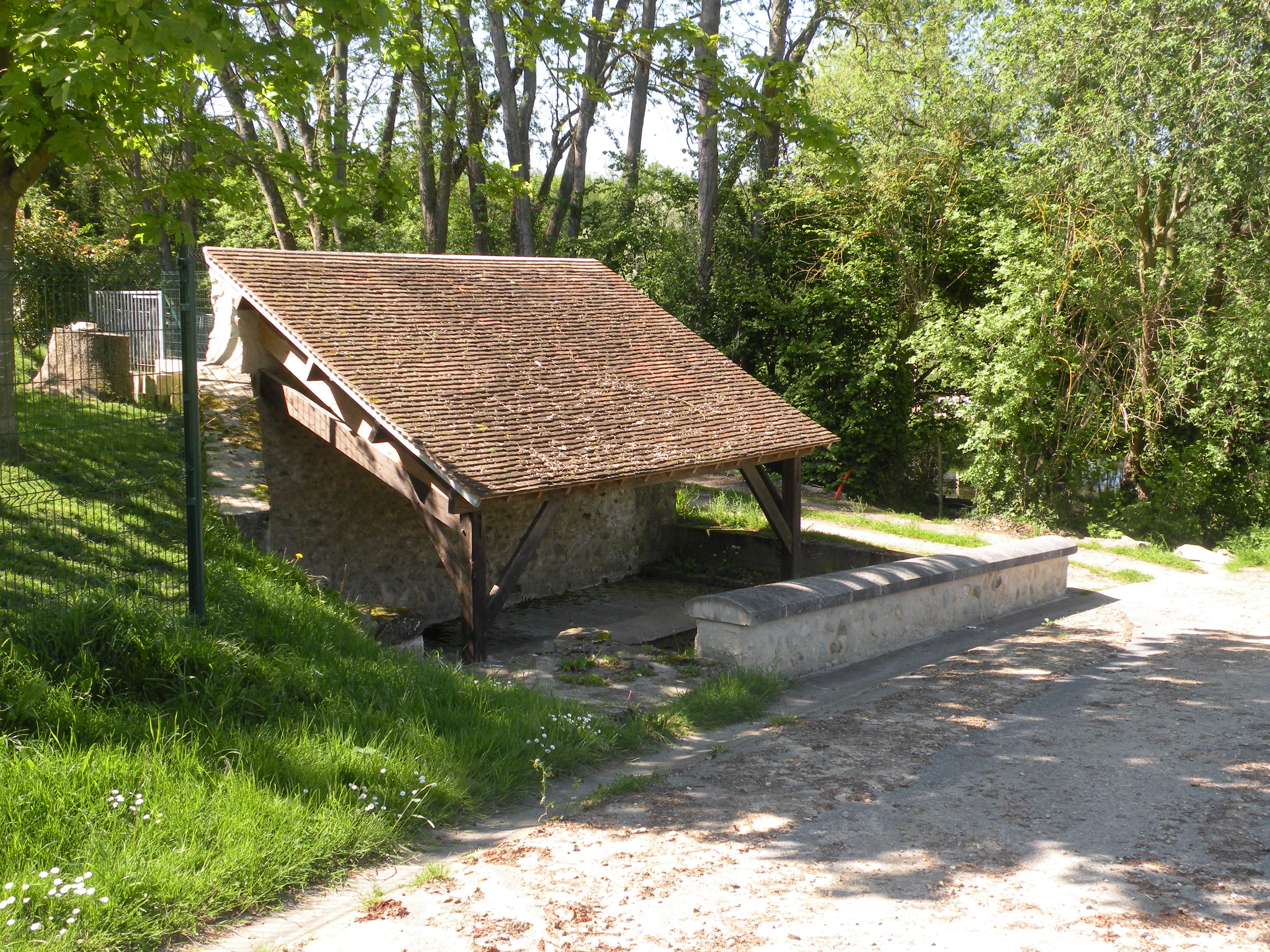
Waschhaus in Berville

Das Waschhaus (französisch lavoir) in Berville, einer französischen Gemeinde im Département Val-d’Oise in der Region Île-de-France, wurde im 19. Jahrhundert errichtet. Das Waschhaus steht an der Rue des Jorets. 
Im öffentlichen Waschhaus mit Pultdach konnten die Wäscherinnen ihre Arbeit bei jedem Wetter verrichten.